# Lleonard del Rio i Campmajó
Lleonard del Rio i Campmajó (Igualada, 2 de novembre de 1942) és un periodista, poeta i rapsode català. Va dirigir Igualada, periòdic de l'Anoia (1972-1978) i va promoure la creació de l'editorial Gràfiques Anoia S.A., que va presidir. Del Rio ha rebut diverses distincions, entre les quals: «F» verda en el Seminari de Premsa i Ràdio de la Universitat d'Estiu de Tarragona (1963), Gall de la C.A.R. (Cadena Azul de Radiodifusión, 1970), Prior emèrit del Sant Crist d'Igualada (2006), Homenatge ciutadà al Teatre Municipal L'Ateneu (2009), Soci llorejat de la Pontifícia i Reial Acadèmia Bibliogràfico-Mariana de Lleida (2011), Diploma d'honor de Poesia Viva d'Igualada (2011), Medalla de la Ciutat de Perpinyà (França) (2012) i Insígnia d'or i brillants de la Coral de Santa Maria d'Igualada (2014).
Del Rio es va iniciar a Ràdio Igualada el 1959 com a locutor, guionista i director de programes entre d'altres Carrer de Barcelona —pioner dels programes de varietats realitzats en llengua catalana en una emissora oficial— i, des del maig de 2000 fins al juliol de 2001 el programa poètic Compàs del migdia, amb Teresa Ratera i Castelltort. També ha col·laborat a la ràdio i a la TV local, com a tertulià en temes d'actualitat. Va treballar a Televisió Igualada presentant i dirigint Debat (1993-1994) i Gent de casa amb 34 episodis (1994-1996).
El 1961 va començar les seves col·laboracions a Igualada, setmanari de l'Anoia de la FET y de las JONS, posteriorment convertit en diari, del qual va ser director (1972-1978). El 1978, va promoure la creació de l'editorial Gràfiques Anoia S.L., que va presidir, tot i continuar exercint com a redactor i columnista. L'any 1995, Edicions Intercomarcals, editora del diari Regió 7, va comprar Gràfiques Anoia S.L. i a partir d'aquesta data va passar a col·laborar a Regió 7. També va fundar la revista La Rambla (1982) i el butlletí de la Coral de Santa Maria d'Igualada (1989), que encara dirigeix i edita, i que es titula El Trumfo des de 1996. L'any 1998, va impulsar i dirigir la segona etapa de la revista Confidències, portaveu dels Antics Alumnes i Simpatitzants Maristes d'Igualada. Va col·laborar també a la revista Vida... (1995-2001) i és redactor del setmanari L'Enllaç des de la seva fundació (2001). Ha estat corresponsal informatiu de l'Agència Europa Press, Hoja del Lunes, El Correo Catalán, Ràdio Barcelona, Ràdio Popular de Lleida i Diari de Lleida. Ha conreat diversos gèneres en l'àmbit periodístic, com la crònica ciutadana, la crítica teatral i l'entrevista, de les que en porta realitzades més d'un miler. Va utilitzar els pseudònims Lenric, Joglar i Lleonard IV.
Va fundar i promoure grups, entitats i esdeveniments culturals com: Agrupació Art i Alegria, Aula de Teatre del C.E. Mestral, Grup de Teatre dels pares d'alumnes del Col·legi Mare del Diví Pastor, Escotilló de l'Ateneu, Premi Igualadí de l'Any, Sopar de Tast de l'Anoia, Festa de l'Esport, Film Amateur Igualada i Poesia Viva.
Des de 1996 es dedica a la composició poètica en la qual ha aconseguit més de dos-cents cinquanta premis, entre els quals tres vegades el de Mestre en Gai Saber (Almoster, 2016; Perpinyà, 2017 i Lliçà de Vall, 2018). També ha musicat diversos poemes i ha aconseguit guardons com a rapsode.
El 20 de novembre de 2022 va rebre el premi d’Honor Ciutat d’Igualada, en el marc de la XXVIIa edició de l’acte de lliurament d'aquests premis al Teatre Municipal Ateneu, i en que també van ser guardonats Jaume Ferrer i Piñol i Adoració Aliberch Giralt, tots ells membres destacats en l’àmbit periodístic, per la divulgació de la poesia i el teatre amateur a la ciutat d'Igualada.

## Obres publicades
Poesia
- Versos de badana. Pròleg de Joan Valls i Piqué. Edicions de la Vorera, 1999.
- Aigua vermella. Pròleg de Josep Ruaix Viñet. 7 i mig editorial de poesia, 2002.
- Pell tèbia. Pròleg d'Antoni Dalmau i Ribalta. La Frau, 2003.
- Alboradas. Pròleg d'Enrique Hurtado Rodríguez. Gràfiques Cubí, 2005.
- Gresol de focs. Pròlegs de Joan Vich i Adzet i Eduard Miró i Saladrigas. Il·lustracions de Sebastià Borràs i Guadalaviart. Pagès Editors, 2008.
- Estimada Coni. 100 poemes d'amor. Introducció de Marc Castells i Berzosa i pròleg de Jaume Ferrer i Piñol. Pagès Editors, 2013.
- La Roser i la fàbrica. Pròleg de Josep Miserachs i Nadal. Il·lustracions de Jordi Llucià i Martí. Parnass Edicions, 2015.
- Antologia de la poesia igualadina. Des del segle xv al segle XXI. Pròlegs de Marc Castells i Berzosa i Pere Camps i Oviedo. Ajuntament d'Igualada, 2016.
- Estimats fills. Pròleg de M. Teresa Miret Solé. Parnass Edicions, 2017.
- Pessigolles. Pròleg de Francesc Rossell i Farré. Parnass Edicions, 2019.
- Beneït sigui el nou dia...! Poesia religiosa. Pròleg de Josep Massana Cortina. Parnass Edicions, 2020.
- Plugim d'estels. Poemes premiats. Pròleg de Carles Riera i Fonts. Parnass Edicions, 2024

Materials audiovisuals
- Badana de versos. G.V.C., 1999. cassette
- Transformat per l'amor. Diakonia servei, 2000. [cassette]
- Inauguració de les campanes de Santa Maria d'Igualada. G.V.C., 2005. [cassette]
- Badanes. G.V.C. i Commitweb, 2000.
- El patge Faruk o les veritats dels qui us estimen. Comissió Cavalcada Reis d'Igualada, 2003. [DVD]
- Amb els braços oberts. Amb Josep Mas i Planell. Priors del Sant Crist d'Igualada, 2002. [DVD]
- La pesseta. Unió Cinematogràfica Amateur Igualadina. 2005.
- Del poc al massa. Unió Cinematogràfica Amateur Igualadina. 2012.
- Porfidiosa nostàlgia. Centre d'Estudis Cinematogràfics de Catalunya, 2011. [curtmetratge]

Altres publicacions
Va dirigir i redactar els sis volums de l’Anuari Igualadí 1980-1986. Gràfiques Anoia S.L. També va publicar altres textos com:
- L'hostal de la gavina. Secció Filològica Emili Vallès CECI, 2001. [teatre]
- "El Coro Parroquial de Santa Maria de Igualada por tierras lusitanas" (6 capítols a Igualada, 1962).
- "Bodas de plata. Història del Coro Parroquial de Santa Maria de Igualada" (22 capítols a Igualada, 1965).
- Tu i jo. Amb Carolina Riba i Gabarró. Gràfiques Anoia, 1993. [entrevistes]
- Reprenem el nostre vol com l'ocell, vers l'infinit… Edició familiar, 1994.
- Cinc de barreja. Edició familiar, 1995.
- Coral de Santa Maria d'Igualada: 1939-2020. Igualada: Edicions del Rec, 2022.
- Nits d'insomni: 50 relats breus amb sabor igualadí. Barcelona: Parnass, 2023